# Entephria kidluitata
Entephria kidluitata là một loài bướm đêm trong họ Geometridae.